# Willowsiinae
Sous-famille
Les Willowsiinae sont une sous-famille de collemboles de la famille des Entomobryidae.

## Liste des genres
Selon Checklist of the Collembola of the World (version du 19 décembre 2019) :
- Lepidosirini Yoshii & Suhardjono, 1989
  - Epimetrura Schött, 1925
  - Lepidobrya Womersley, 1937
  - Lepidocyrtoides Schött, 1917
  - Lepidosira Schött, 1925
- Willowsiini Yoshii & Suhardjono, 1989
  - Americabrya Mari Mutt & Palacios-Vargas, 1987
  - Desertia Tshelnokov, 1979
  - Drepanosira Bonet, 1942
  - Hawinella Bellinger & Christiansen, 1974
  - Janetschekbrya Yosii, 1971
  - Lepidodens Zhang & Pan, 2016
  - Lepidosinella Handschin, 1920
  - Szeptyckiella Zhang, Bedos & Deharveng, 2014
  - Willowsia Shoebotham, 1917

## Publication originale
- Yoshii & Suhardjono, 1989 : Notes on the Collembolan Fauna of Indonesia and its vicinities. I. Miscellaneous Notes, with special references to Seirini and Lepidocyrtini. Acta Zoologica Asiae Orientalis, vol. 1, p. 23-90.